# Isohypsibius taibaiensis
Espèce
Isohypsibius taibaiensis est une espèce de tardigrades de la famille des Isohypsibiidae.

## Distribution
Cette espèce est endémique du Shaanxi en Chine. Elle se rencontre dans les monts Qinling.

## Étymologie
Son nom d'espèce, composé de taibai et du suffixe latin -ensis, « qui vit dans, qui habite », lui a été donné en référence au lieu de sa découverte, le pic Taibai.

## Publication originale
- Li & Wang, 2005 : Isohypsibius taibaiensis sp. nov. (Tardigrada, Hypsibiidae) from China. Zootaxa, no 1036, p. 55-60).